# PIC

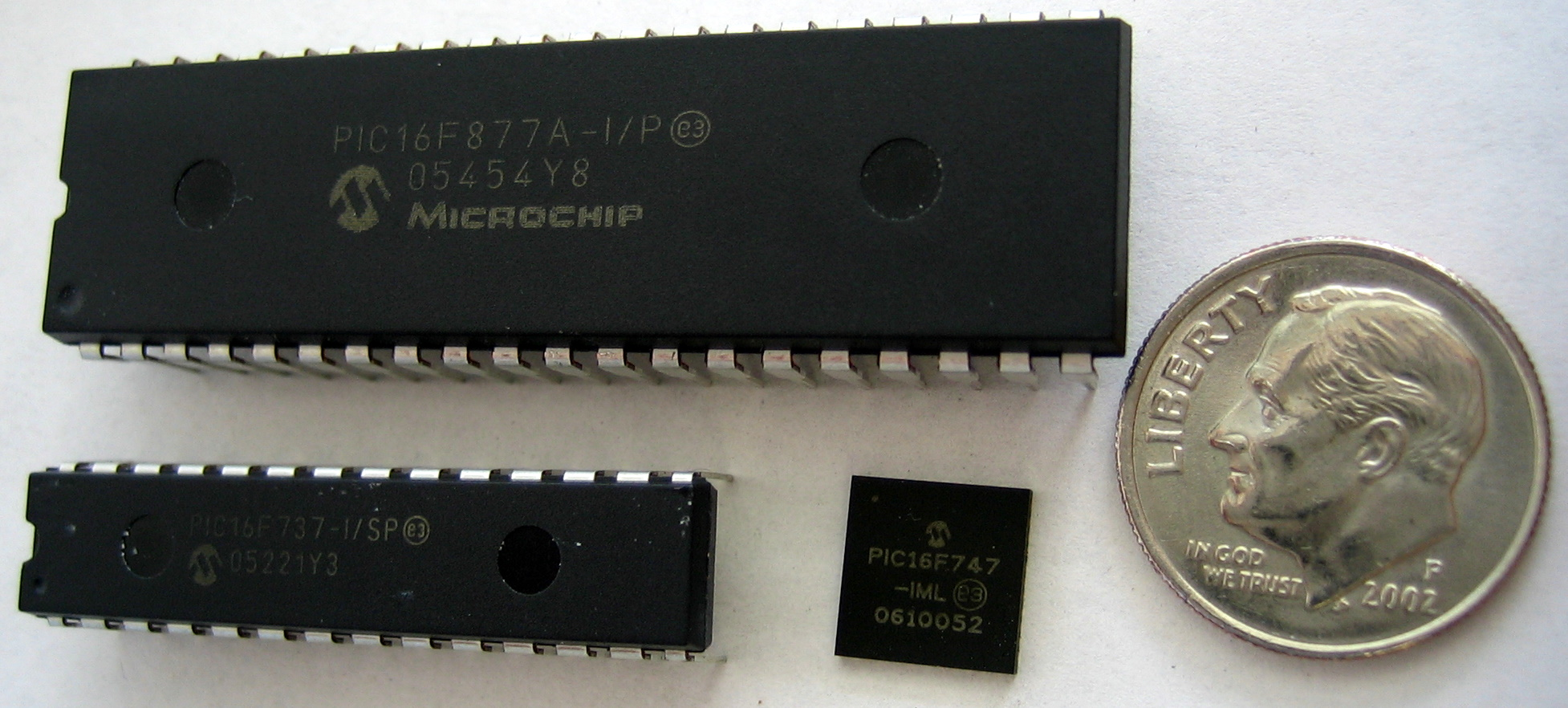
PIC мікроконтролери у DIP та QFN корпусах

PIC (англ. Peripheral Interface Controller) — сукупність сімейств 8-ми, 16-ти розрядних та 32-х розрядних мікроконтролерів, що мають гарвардську архітектуру. Випускаються фірмою Microchip.
Мікроконтролери PIC популярні як серед професійних розробників, так і серед радіоаматорів завдяки низькій вартості, доступності, великій кількості застосунків та вільним засобам розробки.
Microchip повідомила, що станом на лютий 2008 року загалом було випущено 6 мільярдів PIC-мікроконтролерів.

## Моделі і (під)сімейства
| Назва (окрема) | Примітка |
| -------------- | --- |
| PIC12C6xxx     | Молодше підсімейство. Корпус має 8 виводів, 12-розрядне процесорне ядро, внутрішню схему скинення, вбудований тактовий генератор. |
| PIC14C000      | Середнє підсімейство. Корпус має 8 виводів. 14-розрядне процесорне ядро, удосконалене АЦП, внутрішнє джерело опорної напруги, вбудований сенсор температури.                                                                                |
| PIC16C5x       | Молодше підсімейство. Корпус має 18 або 28 виводів, 12-розрядне процесорне ядро. |
| PIC16C505      | Молодше підсімейство. Корпус має 14 виводів, 12-розрядне процесорне ядро, внутрішню схему скинення, вбудований тактовий генератор. |
| PIC16HV540     | Молодше підсімейство. Корпус має 18 виводів, 12-розрядне процесорне ядро, розширений діапазон живлення Vdd, вбудований стабілізатор. |
| PIC16C55x      | Середнє підсімейство. Корпус має 18 виводів. 14-розрядне процесорне ядро. |
| PIC16C6x       | Середнє підсімейство. Корпус має 18/28/40 виводів. 14-розрядне процесорне ядро, два таймери (TMR1 та TMR2), існують варіанти з вбудованими інтерфейсами SPI, USART та PSP.                                                                  |
| PIC16C62x      | Середнє підсімейство. Корпус має 18 виводів. 14-розрядне процесорне ядро. Компаратори напруги з внутрішніми джерелами опорної напруги, існують варіанти з EEPROM-пам'яттю.                                                                  |
| PIC16F62x      | Середнє підсімейство. Корпус має 18 виводів. 14-розрядне процесорне ядро. Флеш-пам'ять програм, компаратори напруги з внутрішніми джерелами опорної напруги, внутрішня схема скинення, вбудований тактовий генератор.                       |
| PIC1C642       | Середнє підсімейство. Корпус має 40 виводів. 14-розрядне процесорне ядро. Компаратори напруги з внутрішніми джерелами опорної напруги. |
| PIC16C662      | Середнє підсімейство. Корпус має 40 виводів. 14-розрядне процесорне ядро. Компаратори напруги з внутрішніми джерелами опорної напруги |
| PIC16C71x      | Середнє підсімейство. Корпус має 18 виводів. 14-розрядне процесорне ядро. 8-розрядний АЦП. |
| PIC16C77x      | Середнє підсімейство. Корпус має 18 або 28 або 40 виводів. 14-розрядне процесорне ядро. 8-розрядний АЦП. Варіанти з двома таймерами (TMR1 та TMR2), вбудовані інтерфейси I2C, SPI та USART. Існують варіанти з вбудованими інтерфейсом PSP. |
| PIC16F8x       | Середнє підсімейство. Корпус має 18 виводів. 14-розрядне процесорне ядро. Флеш-пам'ять програм та даних. |
| PIC16F87x      | Середнє підсімейство. Корпус має 28 або 40 виводів. 14-розрядне процесорне ядро. 10-розрядний АЦП (5-8 каналів), два таймери (TMR1 та TMR2), існують варіанти з вбудованими інтерфейсами SPI, I2C, USART та PSP.                            |
| PIC16C92x      | Середнє підсімейство. Корпус має 64 виводи. 14-розрядне процесорне ядро. Існують варіанти з 8-розрядний АЦП, двома таймерами, контролером РКД.                                                                                              |
| PIC17C4x       | Середнє підсімейство. Корпус має 40 виводів. 16-розрядне процесорне ядро. Апаратний помножувач, інтерфейс USART. |
| PIC17C5x       | Середнє підсімейство. Корпус має 68 виводів. 16-розрядне процесорне ядро. Апаратний помножувач, 10-розрядний АЦП. Існують варіанти з інтерфейсами USART та I2C.                                                                             |
| PIC17C6x       | Середнє підсімейство. Корпус має 84 виводи. 16-розрядне процесорне ядро. Апаратний помножувач, 12-розрядний АЦП. Вбудовані інтерфейси USART, I2C та SPI.                                                                                    |
| PIC18Cxxx      | Старше підсімейство. Корпус має 28 або 40 виводів. 16-розрядне удосконалене процесорне ядро. 10-розрядний АЦП. Існують варіанти з різними вбудованими інтерфейсами.                                                                         |

### Середнє сімейство
| Сукупна назва | Примітка |
| ------------- | --- |
| 16Cx1         | Корпус налічує 18 виводів. 1К слів пам'яті програм. Вбудовані інтерфейси відсутні. PIC16C61 та P16C71 в теперішній час не використовуються. |
| 16Cx2         | Корпус нараховує 28 виводів. 2К слів пам'яті програм. Вбудовані інтерфейси: SPI. Мається TMR1 та TMR2.                                      |
| 16Cx3         | Корпус нараховує 28 виводів. 4К слів пам'яті програм. Вбудовані інтерфейси: SPI, USART. Мається TMR1 та TMR2.                               |
| 16Cx4         | Корпус нараховує 40 виводів. 4К слів пам'яті програм. Вбудовані інтерфейси: SPI, USART, PSP. Мається TMR1 та TMR2.                          |
| 16Cx5         | Корпус нараховує 40 виводів. 4К слів пам'яті програм. Вбудовані інтерфейси: SPI, USART, PSP. Мається TMR1 та TMR2.                          |
| 16Cx6         | Корпус нараховує 28 виводів. 8К слів пам'яті програм. Вбудовані інтерфейси: SPI, USART, PSP, I2C. Мається TMR1 та TMR2.                     |
| 16Cx7         | Корпус нараховує 40 виводів. 8К слів пам'яті програм. Вбудовані інтерфейси: SPI, USART, PSP, I2C. Мається TMR1 та TMR2.                     |

## Варіанти мікросхем і апаратні особливості
PIC контролери зазвичай мають:
- Сплячий режим (економія енергії).
- Сторожовий таймер.
- Різні кварцові або RC-генератори або зовнішній тактовий генератор.

### Варіанти
Мікросхеми поділяються на серії в залежності від того, який апаратний ресурс покладений в основу такого поділу.
- Порти вводу/виводу загального призначення.
- Внутрішній тактовий генератор.
- 8/16/32 розрядні таймери.
- Внутрішня пам'ять EEPROM.
- Синхронний / асинхронний послідовний інтерфейс USART.
- Master Synchronous Serial Port  для I2C і SPI шин.
- Захоплення / порівняння і ШІМ модулі (Capture/Compare and PWM) .
- Аналого-цифрові перетворювачі (до ~ 1,0 МГц).
- Підтримка USB, Ethernet, CAN інтерфейсів.
- Зовнішній інтерфейс пам'яті.
- Інтегрований аналоговий RF front end (PIC16F639 і rfPIC).
- KEELOQ плаваючий код шифрування (кодування/декодування)
- Інше.